# العساكرة (بني سويف)
قرية العساكرة هي إحدى القرى التابعة لمركز سمسطا في محافظة بني سويف في جمهورية مصر العربية. حسب إحصاءات سنة 2006، بلغ إجمالي السكان في العساكرة 8344 نسمة، منهم 4244 رجل و4100 امرأة.